# 韩宝业
韩宝业（？—？），南阳郡赭阳县（今河南省南阳市方城县）人，北魏、东魏、北齐宦官。

## 生平
韩宝业与卢勒叉、齐绍、秦子征是高欢的旧部，都是供驱使的宦官，没有受到恩遇。韩宝业经历天保、皇建两朝也不受宠幸，但逐渐有了职权，韩宝业官至长秋卿，后来和卢勒叉、齐绍、秦子征都被封为王，韩宝业封为新宁王，都各自约束自己，不过分侵夺残暴。之后韩宝业官至特进、侍中、开府仪同三司、北豫州刺史、食干怀州河内郡，封高平县开国侯。

## 其他
和士开母亲刘氏去世时，齐武成帝高湛听说后十分悲伤，派遣武卫将军侯吕芬造访和士开的住所，昼夜服侍和士开，并劝他节哀止哭。齐武成帝又派遣侍中韩宝业手持自己亲手写的诏令说：“我与你如同心腹，现在你痛失亲人，我也痛如刀割，与你感同身受。应当深思至理之言，自我宽慰。”丧事结束后，侯吕芬等人才回去。当日，齐武成帝派遣韩宝业用牛车迎接和士开入宫，齐武成帝亲自握住和士开的手，流泪劝慰他，然后才让和士开回去。

## 家庭

### 父亲
- 韩敬达，追赠仪同三司、殿中尚书、北豫州刺史[1]

### 子女
- 韩华，嫁元某，东魏侍中、领军、司徒公、录尚书事、冀州刺史元嶷之孙，司徒府参军事元士贞第二子[1]

## 延伸阅读
[在维基数据编辑]
 《北齊書·卷50》，出自李百药《北齊書》